# ليزا ماركس
ليزا ماركس (بالإنجليزية: Lisa Marx)‏ هي عازفة قيثارة أمريكية، ولدت في 1981.

## وصلات خارجية
- ليزا ماركس على موقع ميوزك برينز (الإنجليزية)
- ليزا ماركس على موقع ديسكوغز (الإنجليزية)